# Selos e história postal do Protetorado Sul da Nigéria
Protetorado Sul da Nigéria foi um protetorado Britânico nas zonas costeiras da Nigéria dos dias atuais, formado em 1900 a partir da união de Protetorado Costa do Níger com os territórios fretados pela Royal Niger Company abaixo de Lokoja no rio Níger.
A colônia em torno de Lagos foi adicionada em 1906, e o território foi oficialmente denominado Colônia e Protetorado do Sul da Nigéria. Em 1914, o Sul da Nigéria foi unificado com o Norte da Nigéria para formar a única colônia da Nigéria.

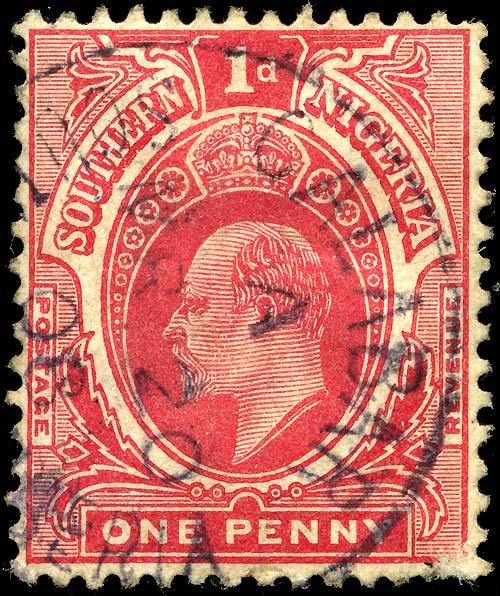
One-penny (centavo) valor de 1907 mudança de cor do modelo de 1903, utilizado em 1908 em Calabar

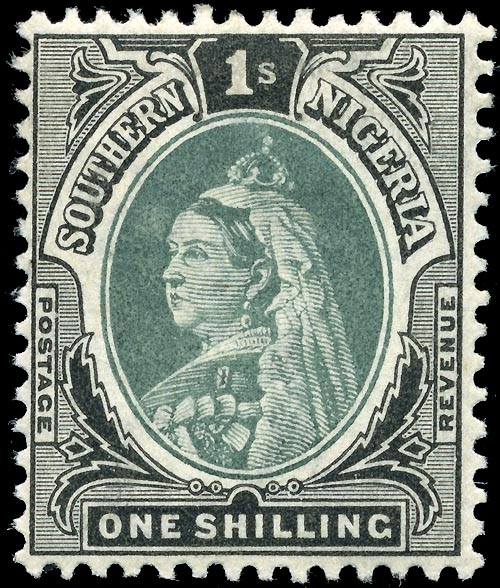
1-shilling (xelim) valor do selo série 1901

Inicialmente usando os selos do protetorado da Costa, em Março de 1901 um conjunto de nove valores, representando a Rainha Victoria, em um retrato 3/4, foi à venda. A rainha foi logo sucedida por seu filho Eduardo VII, necessitando de uma nova emissão de selos, que saiu em 1903. O desenho, um perfil do rei, continuou a ser utilizado em todo o seu reinado, com mudanças de cor, marca d'água e papel. O 1d. valor foi redesenhado em 1910, e se distinguem pelo "1" em "1d" ser mais fino, enquanto o "d" é mais alto e mais amplo.
Em 1912, a vinheta foi substituída por um retrato de George V, para um conjunto de 12, com valores variando de 1/2D. a 1 libra.
Os valores mais baixos desses selos são baratos, enquanto os valores em xelim chegam a US$100, com os selos genuinamente usados valendo mais do que não utilizados. O selo mais raro é o valor de 1 libra de 1903, ao preço de cerca de US$300 usados.